# Orthomolekylær medicin
Orthomolekylær medicin (De rette molekylers medicin) er en type alternativ medicin, der forsøger at forebygge og behandle sygdomme med substanser, der er naturlige (ikke-artsfremmede) for kroppen. Eksempelvis næringsmidlerne; fedtsyrer, kulhydrater, proteiner, vitaminer og mineraler.
Navnet kommer af ortho, der er græsk og betyder det rette eller ikke fremmede.
Tilhængerne af orthomolekylær sygdomsbehandling mener, at de termodynamiske love er universelle, dvs. de er gældende for alt på jord, mennesker, dyr, planter, organisk og uorganisk materiale. De mener endvidere, at sygdom altid skyldes af en kemisk ubalance i et system. Når og hvis ubalancen forplanter sig til andre kemiske processer, debuterer symptomerne. Det er den orthomolekylære sygdomsbehandlings princip at identificere og genoprette denne balance.
Begrebet blev første gang anvendt af den dobbelte nobelpristager Linus Pauling i det videnskabelige tidsskrift Science 19. april 1968, hvor han skriver:
| Citat                                               | “I have reached the conclusion, through arguments summarized in the following paragraphs, that another general method of treatment, which may be called orthomolecular therapy, may be found to be of great value, and may turn out to be the best method of treatment for many patients.” | Citat |
| Linus Pauling Science,1968,Volume 160, pp. 265-271. | |       |

Tilhængere mener endvidere, at megavitamin-terapi kan bruges til behandling af en række sygdomme, hvor doser op til flere hundrede gange ADI avendes. Således har nogle tilhængere, hvoraf den mest fremtrædende har været Abram Hoffer, ment, at B3-vitamin i mængder på 1 gram eller over har været benyttet til at behandle skizofreni. I filmen Food Matters nævner Andrew W. Saul, en amerikansk orthomolekylær ernæringsekspert, at have anbefalet en depressiv kvinde at indtage over 11.000 mg niacin om dagen, langt over de 2 gram, hvor der normalvis observeres øgede leverniveauer, hvilket kan indikere leverskade. Desuden påstår Ian Brighthope i filmen at have behandlet kræftpatienter med op til 250.000mg intravenøs c vitamin per døgn. Linus Pauling indtog selv hver dag 12.000 mg vitamin c og helt op til 40.000 mg under forkølelse og anden sygdom.

## Sikkerhed
Nogle vitaminer er giftige i høje doser og næsten alle (med den mulige undtagelse af c vitamin) vil forårsage bivirkninger, såfremt de gives i høje niveauer af overdosering over længere tid, som det anbefales af orthomolekylære praktiserende læger. Særligt de fedtopløselige vitaminer er farlige i store doser eftersom disse ophober sig i fedtvæv og ikke kan udskilles ad urinvejene som det er tilfældet for de vandopløselige vitaminer.

## En fornyet interesse: c vitamin
Efter en række metaanalyser i 1970'erne og 1980'erne faldt interessen for c vitamin hurtigt. Fra midten af 2000'erne har forskning ved NIH ført til forøget interesse for c vitamin i forskerverdenen, dog primært i forhold til kræft, sepsis og ARDS. Meget af denne forskning er nu allerede i fase III.
In vitro (laboratorieforsøg) og in vivo forskning fra 2013 at multiresistent og fuldkommen resistente Mycobacterium Tuberculosis in vitro og in vivo ikke kunne overleve den vitamin c forårsagede fenton-reaktion; efter fire uger var alle bakterier dræbt. Forskerne opfordrer til yderligere studier i den potentielle anvendelse af C-vitamin som turbekulose behandling.
I et lille klinisk studie publiceret i Cancer Cell i 2017 blev 11 glioblastoma patienter (GBM) behandlet med intravenøs c vitamin (500-1000 gange ADI) tre gange ugentligt i næsten to måneder samtidig med kemoterapi og strålebehandling. C vitamin gruppen døde i gennemsnit 4 til 6 måneder senere (18-22 måneder) end kontrolgruppens 14-16 måneder. Forinden blev et mindre indledende studie foretaget. I studiet deltog 14 ikke-småcellet lungekræft (NSCLC) patienter der modtog samme type behandling. I c vitamin gruppen reagerede 93% af patienterne reageret på kemiterapi- og strålebehandling langt højere end kontrolgruppens 40%. Ydermere viste >30% af de c vitamin behandlede tegn på skrumpende tumorer, højere end normalen på 15-19%. Ingen af de behandlede rapporterede om flere og andre bivirkninger end dem fra kemoterapien og strålebehandlingen.
Denne effekt kan skyldes en fejl i kræftcellernes metabolisme sænker katalase niveauerne markant. Introduktion af c vitamin fører til en fenton-reaktion, der dræber eller svækker kræftcellerne, så de er mere modtagelige overfor strålebehandlingen og kemoterapien. I normale celler kan denne reaktion ikke ske hvorfor de ikke tager skade.
Til dato er evidensen for anvendelsen af c vitamin i lægelighed praksis meget svag, pga. de meget få studier der er gennemført og publiceret, de fleste konkludere, at c vitamin ikke er effektivt til behandling af bestemte sygdomme.